# Straßenbahn Le Mans
Die Linie 1 der Straßenbahn Le Mans (frz. Tramway du Mans) war für 302 Millionen Euro die billigste unter den Neubauten der 2000er Jahre in Frankreich. Das erste Stück ist seit dem 17. November 2007 zur Benutzung freigegeben.
Die Straßenbahnverkehr wird von der Gesellschaft Société des transports en commun de l’agglomération mancelle (SETRAM) betrieben. Sie organisiert auch den Busverkehr in der Metropolregion Le Mans, dem neben Le Mans acht weitere Gemeinden angehören.

## Die Straßenbahnen 1882–1947

### Überblick
In Le Mans gab es zeitweise zwei sich ergänzende meterspurige Straßenbahnen: Ab 1882 ein System von dampfbetriebenen Überlandstraßenbahnen und ab 1897 – beschränkt auf das Stadtgebiet von Le Mans – unter der Bezeichnung Tramway du Mans eine elektrische Straßenbahn.
Beide Streckennetze wurden damals als Tramway (Straßenbahn) bezeichnet, obwohl die Dampfstraßenbahnen den Charakter einer Lokal- oder Sekundärbahn hatten.

### Tramway de la Sarthe (1882–1947)

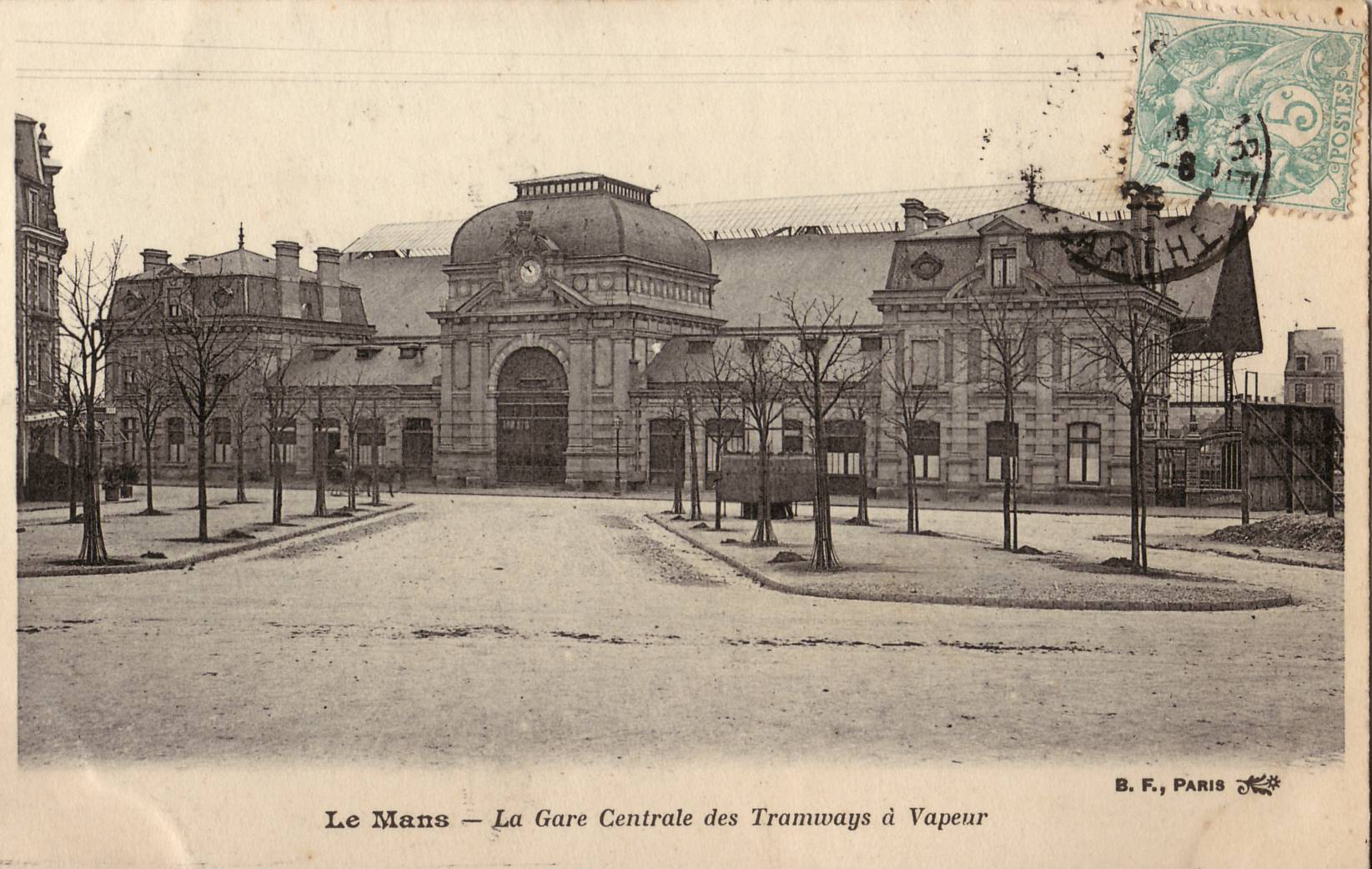
Bahnhof der Dampfstraßenbahn Sarthe in Le Mans

Das Umland war mit einem Netz von meterspurigen Dampfstraßenbahnen mit der Stadt verbunden. Betreiber war im Auftrag des Departements Sarthe die private Gesellschaft Compagnie des tramways de la Sarthe. Die ersten Strecken wurden bereits 1882 errichtet, die letzten im Jahr 1922. 1932 kam es zu den ersten Streckenstilllegungen, 1947 wurde der Betrieb vollständig eingestellt. Das Streckennetz maß nach Abschluss der Ausbauphase 416 km.
Die Strecken der städtischen elektrischen Straßenbahn und der Überlandbahnen waren streng voneinander getrennt. Der einzige Kreuzungspunkt befand sich auf der Brücke Pont en X.

### Tramway du Mans (1897–1947)

#### Strecken und ihre Geschichte
Unter der Regie der Stadt Le Mans gab es drei elektrische Linien im Stadtbereich. Netzbetreiber war das Unternehmen Compagnie de l’Ouest Électrique (COE).

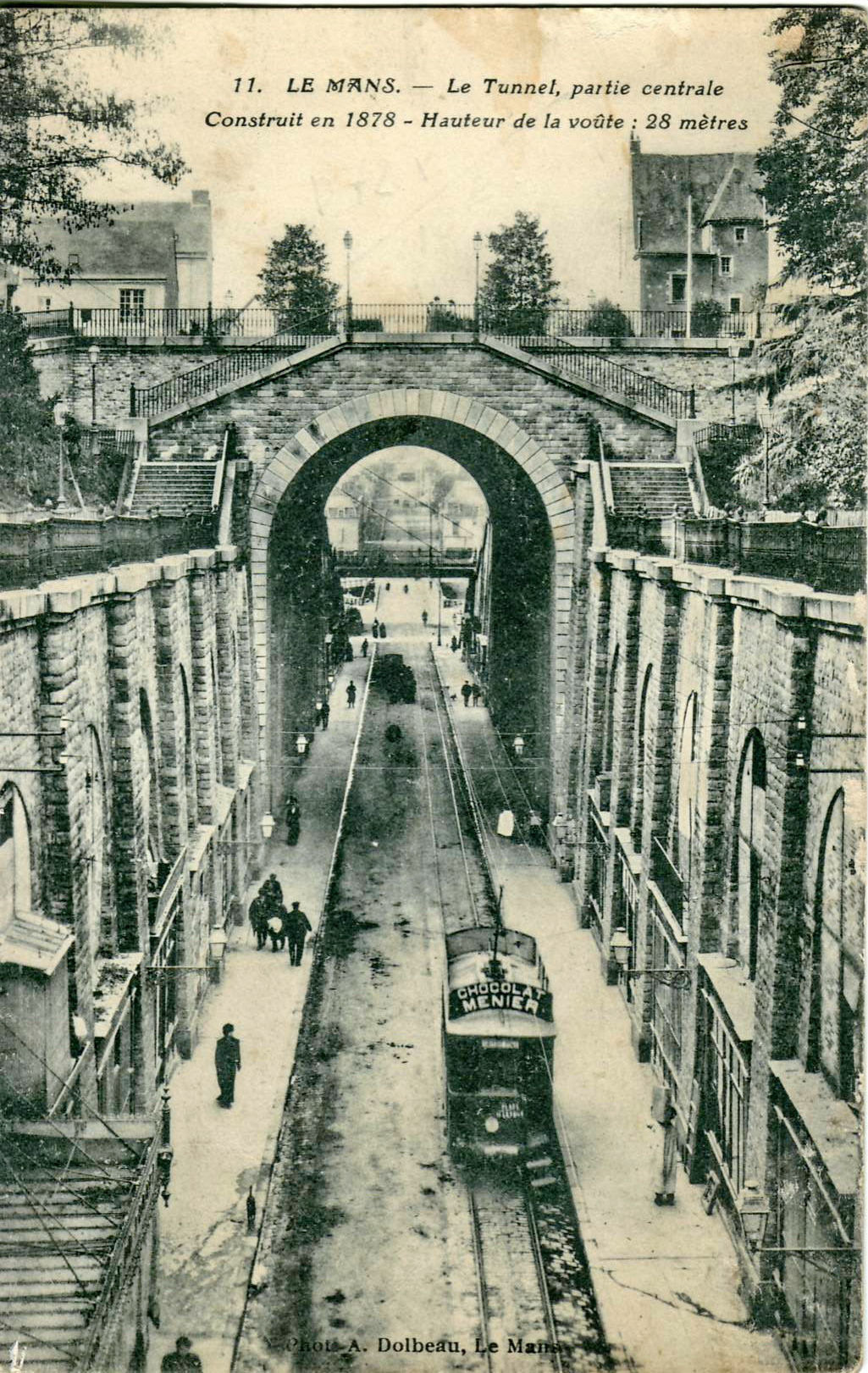
Straßenbahn vor dem Tunnel des Jacobins, vor 1916

Betriebsaufnahme war am 21. Juni 1897, als die etwa 3 km lange Strecke der Linie 1 wurde freigegeben wurde. Am 27. Juni folgte die Linie 2 mit ebenfalls 3 km.
- Linie 1: Bahnhof – Avenue Thiers – Place de la République – Rue des Jacobins – Mallets
- Linie 2: Croix d’Or – Le Tunnel – Rue Gougeard – Avenue de Paris
- Linie 3: Hôpital – Pont Gambetta – Place Thiers – Place de la Mission – Lune de Pontlieue

Die Linie 2 unterquerte im „Tunnel des Jacobins“ (heutiger Name: Rue Wilbur Wright; von den Einheimischen immer noch „Le Tunnel“ genannt) die historische Altstadt. Es handelt sich um einen in einen Felssporn gegrabenen Einschnitt von ca. 200 m Länge, wovon nur 50 m im Mittelbereich tunnelmäßig abgedeckt sind. Anschließend überquerte sie auf der „Pont en X“-Brücke die Sarthe. 1914 wurde er Abschnitt Place des Jabobins ↔ Cimetière wegen geringer Nachfrage aufgegeben und stattdessen die Strecke entlang der Avenue Thiers bis zum Bahnhof verlegt.
Jede Linie wurde pro Stunde von mindestens vier Wagen befahren.
Ab 1912 wurden weitere Strecken projektiert, die aber wegen des Ausbruchs des Ersten Weltkriegs nicht verwirklicht werden konnten.

#### Fahrzeuge

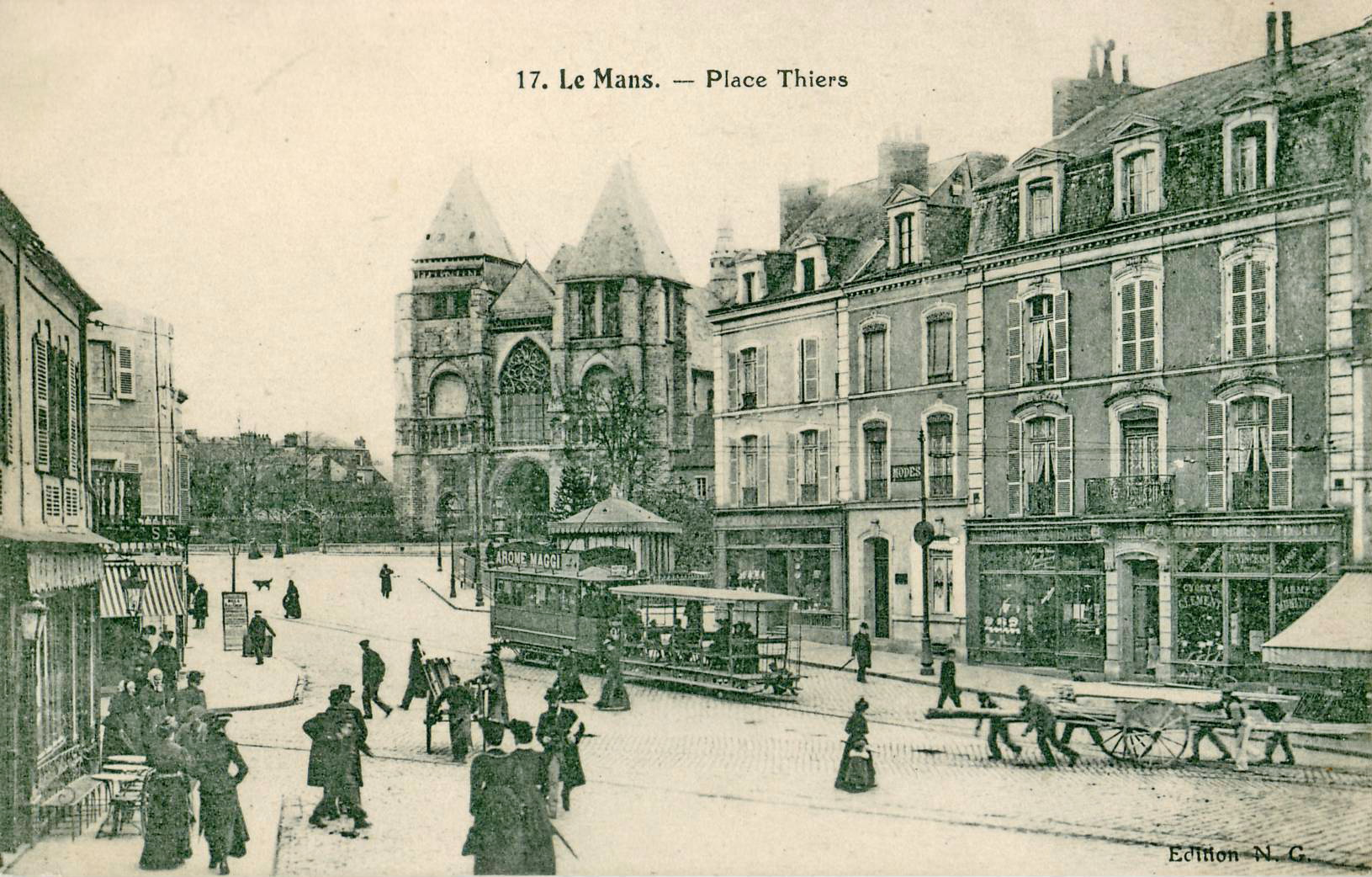
Motorwagen mit Beiwagen „Buffalo“ auf der Place Thiers

Anfangs standen 22 Motorwagen mit einer offenen Plattform an jedem Ende zur Verfügung. Für die warme Jahreszeit konnten auf der Linie 3 zwölf offene Beiwagen eingesetzt werden. Letztere wurden von den Einheimischen mit dem Namen „Buffalo“ belegt.
1931 wurden sechs neue Wagen der Firma Carel et Fouché angeschafft, welche aber nicht dem Stand der Technik entsprachen und z. B. keine Luftdruckbremsen besaßen.

#### Pont en X
Eine technische Besonderheit war der 1898 von Louis Harel de la Noë geschaffene „Pont en X“ (dt.: X-förmige Brücke). Es handelte sich um zwei Brücken auf eisernen Längsträgern, die den Fluss Sarthe überspannten. Sie verliefen aber nicht senkrecht zu den Ufern, sondern schräg dazu und kreuzten sich über der Flussmitte. Eine Brücke wurde von der städtischen elektrischen Straßenbahn befahren, die andere von den Tramways de la Sarthe. Am 8. August 1944 wurde diese Konstruktion von deutschen Soldaten gesprengt, um das Vorrücken der Alliierten aufzuhalten.

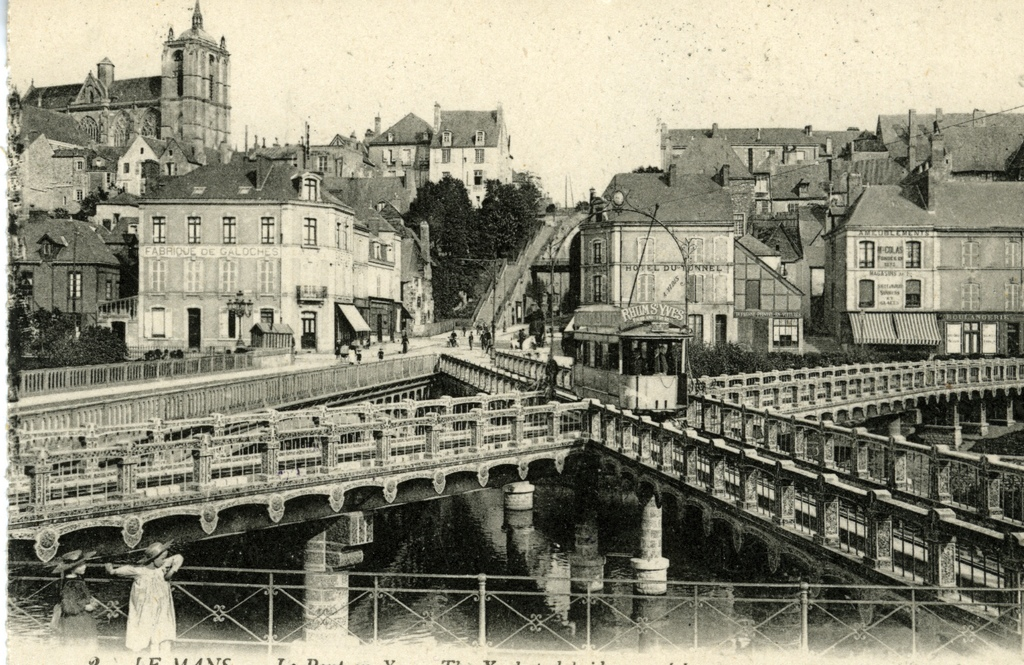
Pont en X, im Hintergrund der zum „Tunnel des Jacobins“ führende Einschnitt, 1908
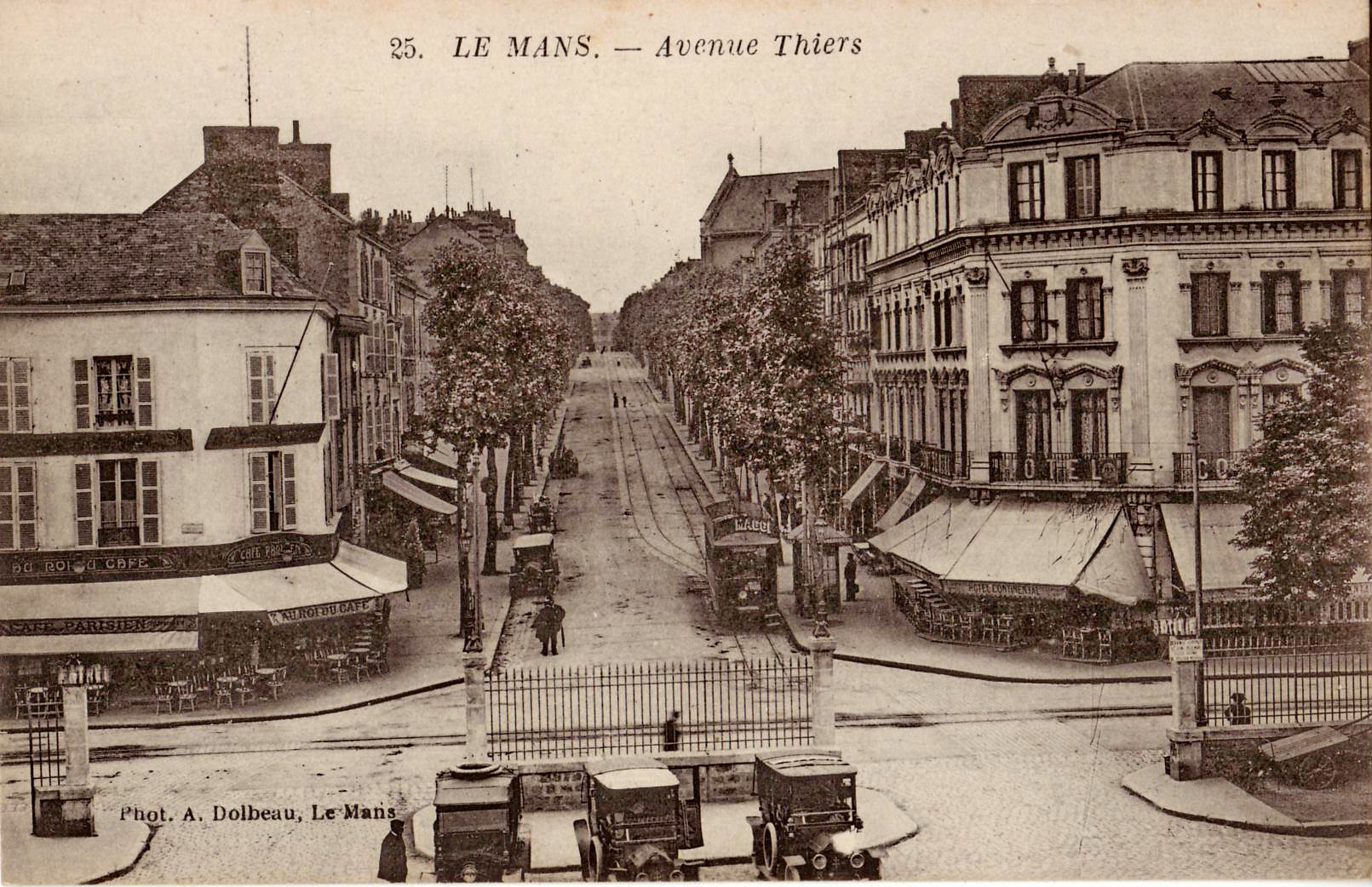
Rue Thiers: hier wurde um 1910 die Strecke zweigleisig ausgebaut
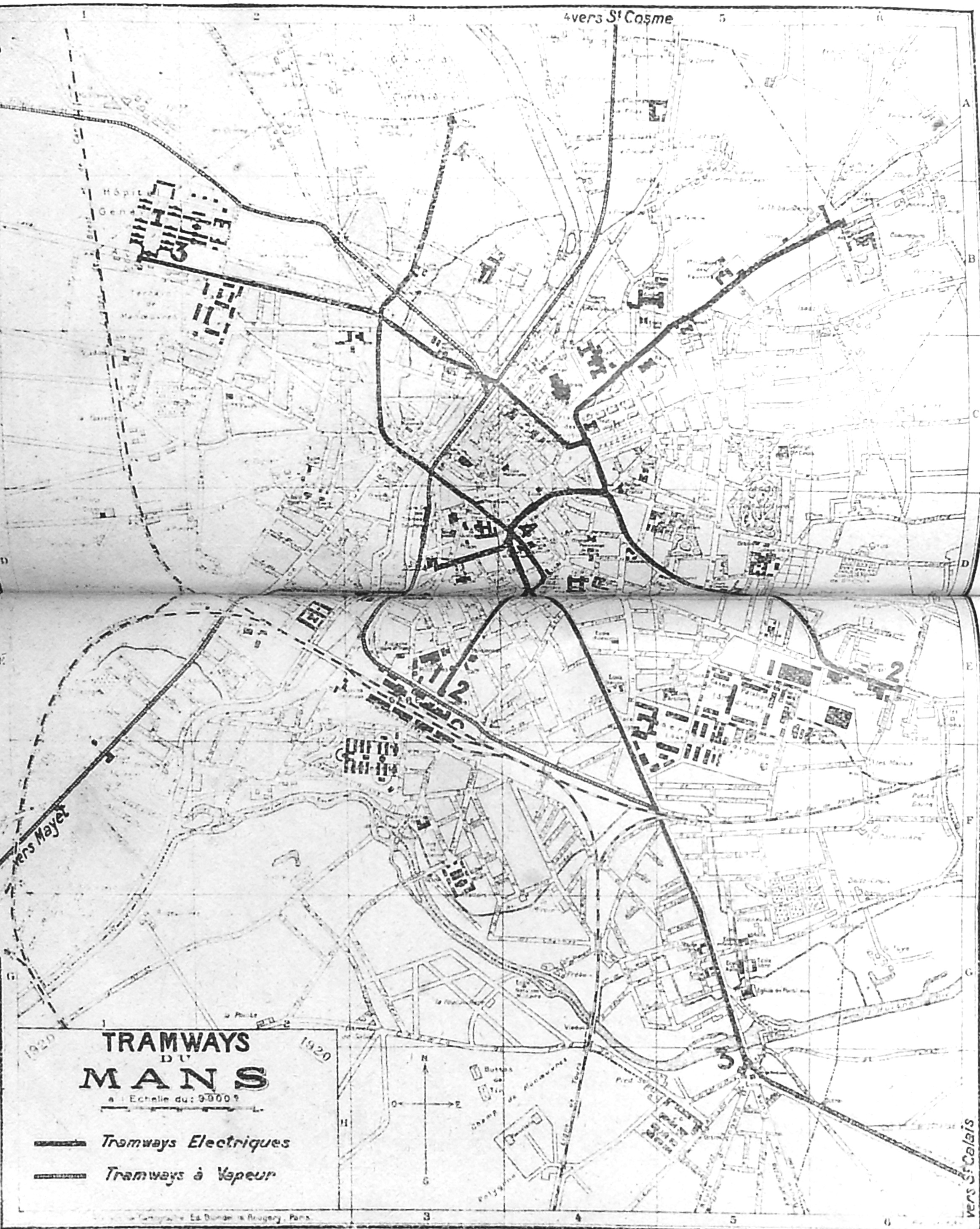
Netzplan von elektrischen Straßenbahnen (Tramways Électriques) und Dampfstraßenbahnen (Tramways à Vapeur), 1928

#### Das Ende des ersten Straßenbahnnetzes
Das fast vollständig einspurige Straßenbahnnetz kam mit veralteten Fahrzeugen nach etwa 40-jährigem Betrieb in der Mitte der 1930er Jahre und mit zunehmenden Individualverkehr in Bedrängnis.
Als erste Konsequenz wurde 1936 der Straßenbahnbetrieb auf der Strecke nach Pontlieue eingestellt. Stattdessen wurden Busse von Renault mit Holzvergasern, welche Holzkohle als Energielieferanten verwendeten, eingesetzt.
In einem weiteren Schritt sollte die Straßenbahn durch Oberleitungsbusse ersetzt werden. 1941 erfolgte die erste Bestellung von O-Bussen bei Vétra. 1944 wurden acht O-Busse für den Einsatz auf der Linie nach Pontlieue geliefert. 1946 kamen sechs weitere O-Busse des gleichen Herstellers hinzu und wurden ab November 1947 auf den Strecken nach Les Maillets und Léon Bollée eingesetzt.

## Die neue Straßenbahn
Erste Planungen für eine Wiedereinführung der Straßenbahn reichen ins Jahr 1992 zurück. Im Jahr 1997 wurde die Streckenführung der 15,4 km langen Linie festgelegt. Als Fahrzeug kam das Translohrsystem in Erwägung, schlussendlich wurde 2001 Alstom mit der Lieferung von klassischen Straßenbahnen vom Typ Citadis beauftragt. Im Jahr 2002 wurden die Kosten für den Bau der Straßenbahn und der Fahrzeuge auf 290 Millionen Euro geschätzt. Die „Déclaration d’utilité publique“ wurde im Frühjahr 2004 unterzeichnet. Die Arbeiten begannen im Sommer 2004 damit, dass die zukünftige Trasse von Versorgungsleitungen freigemacht wurde. Im November begannen die Arbeiten am Betriebshof. Bereits im Februar 2006 konnten die ersten Schienen verlegt werden. Die Kosten für Bau der Strecke und für den Erwerb der Fahrzeuge betrugen 302 Mio. Euro.
Die ersten Versuchsfahrten begannen bereits Mitte Juli 2007. Am 20. Juli befuhr eine Garnitur zum ersten Mal die gesamte Strecke von Süden nach Norden. Die Strecke Antarès – Université wurde als erstes Stück am 17. November 2007 eröffnet. Am 22. Dezember 2007 wurde dann der Verkehr auch auf dem östlichen Zweig Saint Martin – Espal aufgenommen.

## Das Streckennetz
Das Streckennetz besteht aus zwei Linien mit einer Stammstrecke, welche von beiden Linien befahren wird und auf welcher sieben Haltestellen liegen.
Bis zur Eröffnung der Linie 2 betrug die Gesamtlänge der Strecken 15,4 km. Das Netz bildete einen dreizackigen Stern mit der Station Saint Martin als Knotenpunkt, wobei die beiden Streckenteile südlich bzw. östlich von Saint Martin (Saint Martin – Antarès sowie Saint Martin – Espal) abwechselnd bedient wurden. Insgesamt gab es 30 Haltestellen, inklusive der drei Endhaltestellen.

### Linie T1

#### Strecke Université – Saint Martin
Der westliche Teil dieser besteht aus der längsten und wichtigsten Teilstrecke, welche die Universität von Maine Le Mans, das Klinikum, den Zugang zur historischen Altstadt und die Innenstadt mit der Fußgängerzone sowie mit dem Bahnhof bei der Haltestelle Gares abdeckt. Am Bahnhof bestehen Umsteigemöglichkeiten zu den Zügen des Regional- und des Fernverkehrs als auch zu mehreren Stadt- und Umlandbuslinien. Zwischen den Haltestellen Préfecture und Saint Martin verläuft die auch von den Straßenbahnzügen der Linie 2 befahren wird.

#### Strecke Saint Martin – Antarès
Die Strecke verläuft von Saint Martin aus Richtung Süden bis zum Kulturzentrum Antarès am Rande der Stadt, wo sich neben der bekannten Motorsport-Rennstrecke Circuit des 24 Heures auch das 2011 eröffnete Fußballstadion MMArena befindet.

### Linie T2
Die Linie T2 nahm im August 2014 den Betrieb auf. Der Betreiber erhofft sich durch Kapazitäts- und Attraktivitätserhöhung für die Straßenbahn bis zu 23 000 zusätzliche Fahrgäste pro Tag.

#### Strecke Bellevue – Haut de Coulaines
Es handelt sich um eine 3,6 km lange Neubaustrecke, mit insgesamt sechs weiteren Haltestellen, welche von der Station Préfecture aus nach Norden führt. Ihre Inbetriebnahme erfolgte zeitgleich mit der Einrichtung der Linie 2. Sie führt über den beliebten Place des Jacobins, nahe der Cathédrale Saint-Julien und endet nahe der Stadtgrenze von Coulaines.

#### Strecke Saint Martin – Espal
Sie erschließt das östlich von Saint Martin gelegene Stadtviertel Sablons. An der Endstation Espal befindet sich der Arche de la nature, ein Erholungs- und Ausflugsgebiet. Diese Strecke wurde bis zum Eröffnung der Linie 2 von der Linie 1 mit bedient.

## Fuhrpark

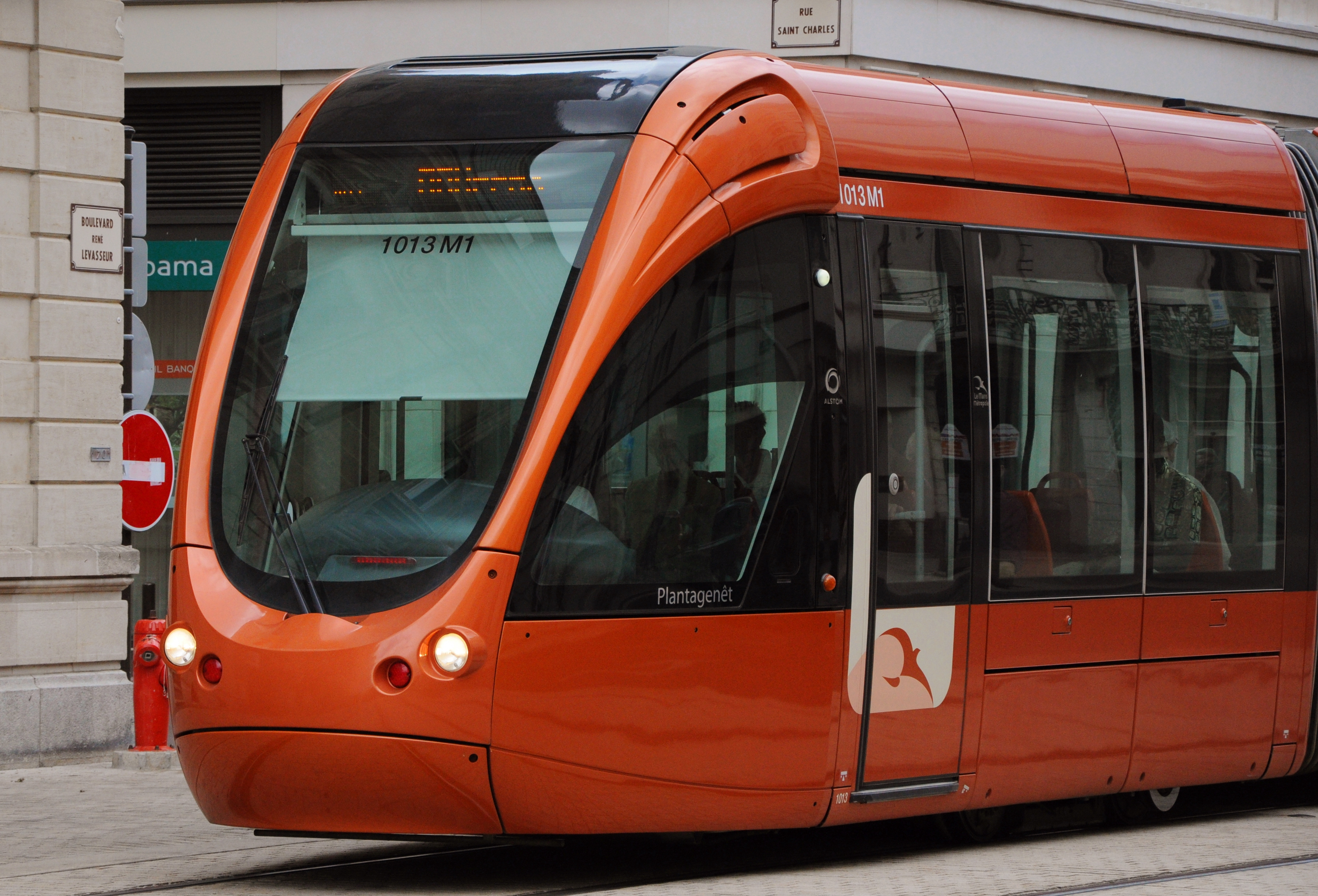
Citadis 302

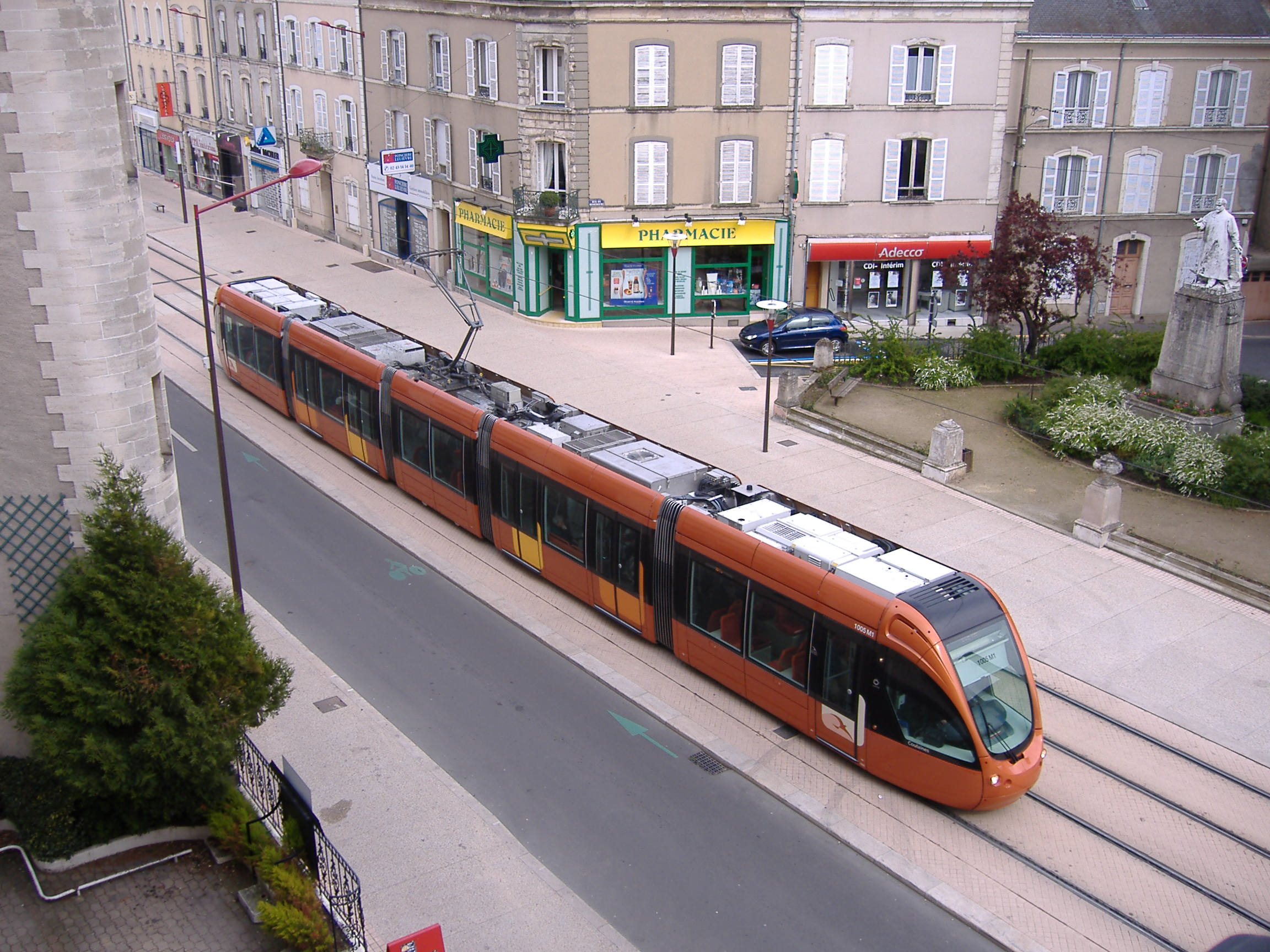
Straßenbahn in der Avenue du Général Leclerc

Für den Betrieb wurden zunächst 23 Wagengarnituren angeschafft. Anlässlich des Baus der Linie 2 wurde der Fuhrpark auf 34 Fahrzeuge vergrößert. Es handelt sich um Niederflurgelenktriebwagen des Herstellers Alstom vom Typ Citadis 302. Der erste Triebzug wurde im Januar 2007 geliefert, der letzte am 7. November 2007. Die Stromversorgung erfolgt über eine Oberleitung, die mit 750 V Spannung betrieben wird.
Die mit Klimaanlage und Videoüberwachung ausgestatteten Triebzüge sind 32 Meter lang und 2,40 Meter breit, sie haben 64 Sitzplätze und können insgesamt 211 Personen aufnehmen. Durch Hinzuzufügen weiterer Module können sie  verlängert werden.
Die Züge tragen alle einen Namen. Mit Ausnahme der zuerst gelieferten Einheit mit dem Namen „Désir“ wurden Namen gewählt, die mit der Stadt Le Mans bzw. den Umlandgemeinden in irgendeiner Weise verbunden sind.
Im Jahr 2024 wurde beschlossen, alle 34 Fahrzeuge um zwei Module zu Citadis 402 auf 44 Meter zu verlängern. Damit können pro Straßenbahnwagen 85 zusätzliche Fahrgäste transportiert werden. Die ersten verlängerten Fahrzeuge sollen 2026 eingesetzt werden. Die Module für das erste Fahrzeug werden in den Alstom-Werkstätten hergestellt. Die Fertigung der Module für restlichen Fahrzeuge wird in den SETRAM-Werkstätten in Le Mans erfolgen. Mit der Verlängerung erhalten die Züge zwei zusätzliche Doppeltüren, was den Fahrgastwechsel beschleunigen soll.

## Betriebszeiten
Die Straßenbahnen fahren von 5 h morgens bis 1 h nachts.
Der zeitliche Abstand zwischen zwei Bahnen betrug zunächst zu den Hauptverkehrszeiten nur 5 Minuten auf der Hauptstrecke Université – Saint Martin und 10 Minuten auf den Strecken Saint Martin – Antarès und Saint Martin – Espal. Für die Strecke Université – Antarès wurden 34 Minuten; für die Verbindung Université – Espal 31 Minuten Fahrzeit prognostiziert.
Nach dem SETRAM-Fahrplan ergab sich vor Inbetriebnahme der Linie 2 jedoch 37,5 Minuten für den Abschnitt Université – Antarès bzw. 34 Minuten für den Abschnitt Université – Espal.
Mit Inbetriebnahme der Linie T2 im August 2014 wurde die Taktfrequenz abgeändert: Auf der Stammstrecke Préfecture – Saint-Martin fährt nun ganztägig alle 3 Minuten eine Bahn. Auf den Außenstrecken (welche nur von je einer Linie bedient werden) kommen die Bahnen im 6-Minuten-Abstand.

## Metrobus-Linie T3

Die Linie T3

Die Linie T3 geht vom Bahnhof Le Mans in die Nachbargemeinde Allonnes. Sie wurde im Februar 2016 in Betrieb genommen. Es ist aber keine Straßenbahn, sondern ein Metrobus (BHNS = Bus à haut niveau de service), für den abschnittsweise eigene Fahrbahnen angelegt wurden. Für die Strecke mit einer Länge von 7,2 km und 14 Haltestellen wurden rund 40 Millionen Euro ausgegeben. Die Fahrzeit konnte durch die buseigenen Fahrstreifen und Vorrangschaltungen an Kreuzungen von vormals 33 Minuten auf 20 Minuten reduziert werden.
An der südlichen Endstation und damit am südwestlichen Stadtrand von Allonnes sowie in Nähe der Stadtgrenze Le Mans / Allonnes gibt es P+R-Parkplätze. Die nördliche Endstation Gares bietet Umsteigemöglichkeiten zu den beiden Straßenbahnlinien T1 und T2, zu den Zügen sowie zu mehreren Stadtbuslinien.
Zum Einsatz kommen 10 Erdgas-Gelenkbusse vom Typ Crealis 18 des Herstellers Iveco Bus.